# 澳大利亞大陸

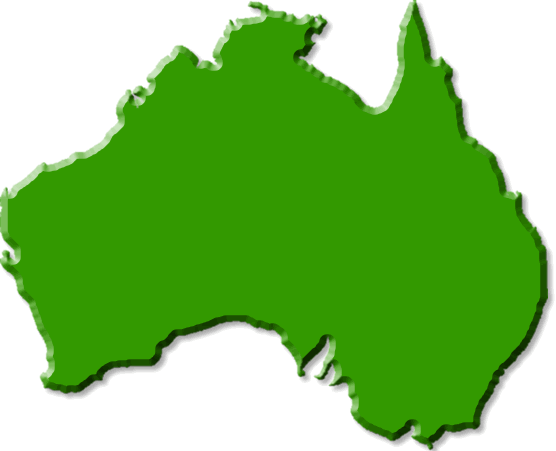
澳大利亚大陆

- 關於南半球的議會君主立憲聯邦制國家，請見「澳大利亚」。
- 關於位於澳洲板塊上的大洲，請見「澳大利亞洲」。
- 關於南半球主要板塊，請見「澳洲板塊」。
- 關於大洋洲的一個地區，請見「澳大拉西亞」。
- 關於澳大利亞洲與太平洋諸島嶼併稱的地理區域，請見「大洋洲」。
- 關於其他用法，請見「澳大利亚 (消歧义)”和“澳洲 (消歧義)」。

澳大利亞大陸（英語：Mainland Australia），通稱澳洲大陸，是澳大利亞聯邦領土的主體部分，亦為大洋洲面積最大的陸塊。該大陸在地理上明確排除新畿內亞、塔斯曼尼亞及周邊離島（如阿魯群島），其範圍涵蓋新南威爾士州、昆士蘭州、南澳州、維多利亞州、西澳州五個州，以及北領地、澳洲首都領地和傑維斯灣領地三個直轄區域。 值得注意的是，新南威爾士州所轄的豪勳爵島在地質上實屬西蘭大陸殘餘部分，此為大陸定義中的特殊例外。
這片面積達7,591,608平方公里的陸塊（約佔地球陸地總面積1.5%），承載着澳洲98%的常住人口（約2,590萬人），並呈現多元生態系統——從大分水嶺的溫帶雨林、大沙沙漠的荒漠地貌，至澳洲阿爾卑斯山脈的終年雪線，構成全球最獨特的生物多樣性熱點之一。 雖然其地理孤立性常引發「全球最大島嶼」的討論，但學界普遍基於印度-澳洲板塊的獨立性及顯著大於格陵蘭的面積差異（後者僅約其三分之一），仍將其歸類為最小大陸。
在行政與文化語境中，「澳大利亞本土」或「澳洲本土」的稱謂特指不包括塔斯曼尼亞及外部領地的連續陸地區域，此區分衍生出獨特的社會認同——塔州居民慣稱其他州居民為「大陸人」（mainlanders）。 歷史上多次「地圖遺漏塔州」事件強化了此分野，例如1982年布里斯本英聯邦運動會開幕式的地圖展示，以及2014年格拉斯哥英聯邦運動會澳洲泳隊制服設計，均引發廣泛爭議。 這種地理隔離可追溯至約8,000年前巴斯陸橋的沉沒，該事件使塔斯曼尼亞成為更新世巨型動物群的最後避難所之一。